# Willy Roscher
Willy Roscher (* 17. Dezember 1900 in Eibau/Oberlausitz; † 23. Dezember 1957 in Dresden) war ein deutscher Schachhistoriker, Schachkomponist und Schachfunktionär.

## Schach
Roscher erlernte als Soldat im Ersten Weltkrieg das Schachspiel. 1921 trat er dem neuen Arbeiterschachverein Zittau bei und war von 1923 bis 1925 Bezirksleiter der Oberlausitzer Schachvereine. Nach seinem Umzug nach Dresden 1925, wo er in einer kaufmännischen Tätigkeit arbeitete, wurde er Vorsitzender des Arbeiter-Schachvereins Dresden und Mitglied im Bundesvorstand des Deutschen Arbeiter-Schachbundes. Als Nachfolger von Arthur Klinke wurde er 1931 Redakteur der Arbeiter-Schachzeitung, nachdem er zuvor mehrere Schachkolumnen bearbeitet hatte. Nach dem Verbot des Arbeiter-Schachbundes arbeitete Roscher 1934–1938 am Schach-Herold, der die verbotene Deutsche Arbeiter-Schachzeitung ersetzen sollte. Von 1937 bis zur Einberufung war er als Gau-Schachwart in das KdF-Schach integriert.
Nach seiner Kriegsgefangenschaft im Zweiten Weltkrieg war Roscher 1947 aktiv als Dresdner Kreissektionsleiter und anschließend Vorsitzender des entsprechenden Kreisfachausschusses. In der DDR war Roscher Mitglied mehrerer Kommissionen im Präsidium der Sektion Schach. Nach einer Herzerkrankung wurde ihm jedoch von einem Arzt Erholung verordnet, wodurch er seine Tätigkeiten ruhen lassen musste.
Am 25. November 1957 hielt Roscher einen Vortrag bei einem Dresdner Problemistentreffen, wonach er einen Rückfall seiner Herzerkrankung erlitt und in ein Krankenhaus eingeliefert wurde. Nach der Entlassung feierte er am 17. Dezember seinen 57. Geburtstag. Am Abend des 23. Dezembers half der inzwischen zum zweiten Mal verheiratete Roscher zunächst seiner Tochter beim Schmücken des Weihnachtsbaums. Als er sich anschließend zur Ruhe begab, erlitt er einen Herzinfarkt, an dem er verstarb.
Roscher hatte eine Schachbuchsammlung und umfassende Kenntnisse der Geschichte der Schachliteratur und Schachkomposition. Vor seinem Tod bereitete er ein Werk über die „Geschichte der Problemliteratur“ vor, von dem mehr als eintausend Manuskriptseiten verfasst waren. Er hatte mehrere schachhistorische Entdeckungen gemacht.
Roscher war starker Vereinsspieler, jedoch unterhalb des Meisterniveaus. Bis 1956 hatte er über einhundert Schachkompositionen verfasst.
|   | a | b | c | d | e | f | g | h |   |
| 8 |   |   |   |   |   |   |   |   | 8 |
| 7 |   |   |   |   |   |   |   |   | 7 |
| 6 |   |   |   |   |   |   |   |   | 6 |
| 5 |   |   |   |   |   |   |   |   | 5 |
| 4 |   |   |   |   |   |   |   |   | 4 |
| 3 |   |   |   |   |   |   |   |   | 3 |
| 2 |   |   |   |   |   |   |   |   | 2 |
| 1 |   |   |   |   |   |   |   |   | 1 |
|   | a | b | c | d | e | f | g | h |   |

Lösung:
1. Sg2–h4 (droht 2. Sh4–g6, 2. Sh4–f3, 2. Sh6–g4 und 2. Sh6–f7 matt)
1. … f4–f3 2. Sh4–g6 matt
1. … c7–c5 2. Sh4–f3 matt
1. … c7xd6 2. Sh6–g4 matt
1. … c7–c6 2. Sh6–f7 matt
Fleck-Thema: Weiß droht mit dem Schlüsselzug auf mehrere Arten matt. Nach thematischen schwarzen Antworten ist genau einer dieser Mattzüge erfolgreich und es existiert mindestens eine Variante für jeden Mattzug. Der Fachbegriff hierfür lautet Differenzierung.